# Command & Conquer: Red Alert
Command & Conquer: Red Alert (англ. Командуй і завойовуй: Червона загроза) — відеогра, стратегія в реальному часі, яка була розроблена компанією Westwood Studios в 1996 році. Гра спочатку розроблялась для ПК (в реліз додані версії для MS-DOS і Windows 95) і пізніше портована на PlayStation. Влітку 2020 року очікується перевидання.
Дія гри відбувається в альтернативній історії, де нацистської Німеччини не існувало, натомість Другу світову війну починає Радянський Союз. Red Alert при цьому обігрує штампи щодо США й СРСР, подаючи події в гротескно-пародійному вигляді.
Гра планувалась як передісторія всієї серії «Command & Conquer», проте з виходом сиквела перестала бути такою й тепер являє собою першу гру в започаткованій окремій підсерії.

## Ігровий процес

База і війська Альянсу

### Основи
Red Alert є стратегією в реальному часі, в якій гравець керує армією, збирає ресурси, будує бази, наймає на них нові війська та воює з ворожою армією. На початку гравець володіє мобільним збірним цехом (МЗЦ), який будує всі споруди військової бази і може переїздити з місця на місце, і запасом кредитів. Збудувавши переробник руди, укомплектований її перевізником, гравець отримує змогу збирати руду з розсипів та отримувати за це нові кредити. Більшість споруд вимагають для своєї діялності енергії, що надходить з електростанцій. В міру того як створюються нові споруди (бараки, військові заводи й таке інше), виникає змога замовляти більш різноманітні війська і користуватися різними стратегічними функціями. Так, з побудовою радара гравець може оглядати міні-карту місцевості. Можливо ремонтувати пошкоджені будівлі або продати непотрібні, отримавши за це частину витрачених на будівництво коштів.
Red Alert отримала хороші відгуки за користувацький інтерфейс, який був набагато розвинутіший, ніж в інших іграх на той час. Зокрема, як і Tiberium Dawn, гра надавала бічну панель з основними командами й міні-картою. Також в ній відсутнє обмеження на кількість вибраних юнітів і ліміт їх кількості — замовити можна так багато, наскільки вистачає ресурсів.
Бої в Red Alert проходять як на землі, так і на воді та в повітрі. Кожна сторона (Альянс чи СРСР) може наймати піхоту, бронетехніку, військово-повітряні сили та воєнно-морський флот. Кожна сторона має унікальні особливості, які полягають в розподілі характеристик юнітів, спеціальних бойових одиницях і спорудах.

### Фракції
СРСР. Ця фракція, згідно ідеології гри, переважно спирається на грубу силу і стійкість піхоти й техніки. Наприклад, радянська армія не володіє ні легкими, ні середніми танками, а тільки важкими. Разом із тим СРСР слабкий на морі. Суперзброя СРСР — це пристрій «Залізна завіса», активація якого робить бойову техніку невразливою на короткий проміжок часу.
Юніти СРСР: Стрільці, Гринадери, Інженер, Бойовий пес, Вогнеметники, Шокові солдати, Ракетники, Спецагент; Важкий танк (фантазія на тему Т-80), Протипіхотний міноукладник, Тесла-танк, танк «Мамонт», Вибухова вантажівка, Перевізник руди, МЗЦ, Пускова установка V-2; ЯК, МИГ, Бомбардувальник «Борсук», Вертоліт Мі-24, Транспортник CH-47; Підводний човен (судячи за роликами «Щука-Б»), Ракетний підводний човен, Водний транспортник.
Альянс. Війська цієї фракції порівняно слабкі проти радянських у відкритому бою на суші, що компенсується засобами непрямого впливу й розвідки. Альянс має велику перевагу в морських боях, маючи в розпорядженні декілька типів кораблів, які можуть виконувати різні задачі, в тому числі потужні крейсери. Ця фракція послуговується шпигунами, постановниками перешкод, створенням фальшивих будівель, маскуванням, а також супутником, який відкриває для гравця всю карту. Суперзброя Альянсу — «Хроносфера», яка може телепортувати бронетехніку у будь-яку ділянку карти.
Юніти Альянсу: Стрільці, Ракетники, Інженер, Шпигун, Викрадач, Медик, Польовий медик, Спецагент; Джип «Рейнджер», Легкий танк (імовірно БМП M2 «Бредлі»), середній танк (M1A2 Abrams), Протитанковий міноукладник, Джип «Рейнджер», Артилерія, Броньований транспортник, Перевізник руди, Постановник перешкод, Хроно-танк, МЗЦ, Мобільний маскувальник; Вертоліт AH-64 Apache, Бомбардувальник «Борсук»; Канонірський катер, «Руйнівник», Крейсер, Водний транспортник.

### Ігровий баланс
Ігровий баланс Red Alert являє собою традиційний алгоритм «камінь-ножиці-папір». До прикладу, танк може легко знищити кулеметний дот, але сам вразливий до атак загону гринадерів. Це змушує гравця комбінувати в бою різні типи військ. Проте, це не означає, що неефективнні проти конкретного юніта війська не здатні його знищити. Так, протипіхотні стрільці в достатній кількості можуть перемогти бронетехніку.

### Багатокористувацька гра
У багатокористувацькій грі або ж мультиплеєрі гравець бореться проти однієї чи кількох команд, керованих іншими гравцями. Він може обрати карту місцевості, фракцію та стартові умови, такі як кількість ресурсів чи розташування баз. Гравці можуть слати одне одному повідомлення. Кожна з двох основних фракцій має країни-підфракції зі своїми бонусами. Війська Англії мають на 10 % більше броні. Німеччина завдає на 10 % сильніших атак. Франція дає додаткові 10 % до скорострільності. Піхота Іспанії на 10 % витриваліша, сильніша і швидша. В Росії ціни на 10 % нижчі. В України війська на 10 % швидші. Туреччина на 10 % швидше зводить будівлі. Війська Греції стріляють на 10 % далі.
Для ПК-версії початково було доступно 3 режими мультиплеєру. Гра по Інтернету пропонувалася за допомогою мережі Westwood Online (WOL), Dial-Up з'єднання, або локальної мережі — але для цього мережна карта повинна підтримувати IPX-протокол.
Для Playstation-версії також доступний мультиплеєр, але тільки для гри вдвох. Для цього потрібно придбати кабель Link-Cable, щоб пов'язати дві консолі. Тоді в головному меню буде доступна опція «Link Game» (Мережева гра).

## Сюжет

### Історія
Сюжет Red Alert бере початок після завершення Другої світової війни в 1946 році. Альберт Ейнштейн розробляє машину часу під назвою «Хроносфера», щоб не допустити приходу до влади Адольфа Гітлера і тим самим запобігти початку Другої світової війни. Учений вирушає в 1924, де вбиває Гітлера, та повертається у 1946. В новій історії нацистської Німеччини не існує, війни не сталося, але натомість набирає силу СРСР. Під керівництвом Йосипа Сталіна, він вторгається в Китай і Європу, щоб підкорити весь світ. Західні держави об'єднуються в Альянс, щоб дати відпір загарбникам. Починається інша Друга світова.
Кампанія Альянсу
Щоб отримати перевагу в технологіях, Альянс засилає спецагента Таню Адамс на секретний радянський комплекс, де утримують Ейнштейна. Вона звільняє ученого і здійснює саботаж на ворожій базі, підставляючи її під авіаудар. Радянська армія прямує до Берліна, щоб дати відпір у Польщі, гравець захищає конвой з припасами. Після цього Альянс підриває мости, щоб змусити ворожі важкі танки їхати в обхід. Решта військ знищуються, що стає несподіванкою для Сталіна. Агент Таня вирушає добути дані про секретний проект і опиняється в полоні. Вона тікає з ворожої бази, прихопивши дані розвідки. Греція опиняється під радянською окупацією і там випробовується новітня розробка — система захисту «Залізна завіса», яку вдається знищити. Альянс здійснює операція в Балтійському морі, де на острові Борнхольм руйнує секретну базу. Невдовзі радянські війська вирушають захопити «Хроносферу» в Ліхтенштейні, яку вдається оборонити. Зазнавши невдачі із «Залізною завісою» і захопленням «Хроносфери», СРСР розробляє атомну бомбу. Стратег Владімір Косигін заманює війська Альянсу в пастку в Латвії, щоб випробувати бомбу на них. Спецагент захоплює стратега і Косигіна вербує Альянс, ставлячи собі на службу. Скоро виконується операція на базі «Темний вершник» з метою захопити пункт запуску запуску ядерних ракет. Тим часом інша група військових деактивовує самі ракети. Проте це виявляються не всі зразки — ще одна ракетна база знаходиться у Волгограді. Армія вирушає в наступ по Волзі. Війська підступають до Москви, де створено новий, потужніший варіант «Залізної завіси». Усунувши цю загрозу, Альянс у 1953 оточує столицю СРСР, де розбиває залишки його армії.
У ході штурму Москви Сталін опиняється знерухомлений під руїнами свого бункера. Генерал Нікос Ставрос завалює його уламками, прирікаючи на смерть, і йде.
Кампанія СРСР
СРСР придушує опір повстанців у Польщі та доставляє війська в Німеччину. На базі в Швеції вдається вбити диверсанта завдяки агенту Наді. Агент вирушає в тил ворога, щоб відкрити шлях до окупації Німеччини. Після цього радянські війська захоплюють Грецію, щоб заволодіти багатими покладами руд. У Югославії армія перетинає річку Грозни або у Хорватії підтримує базу конвоєм. Ворожий диверсант ламає ядерний реактор, що загрожує вибухом, але спецагент встигає полагодити їх. Шпигуни доповідають про «Хроносферу», Сталін наказує захопити дослідні центри з даними про цей пристрій, щоб вдосконалити технологію «Залізної завіси». Альянс захоплює вантажівки з частинами «Залізної завіси», тому Надя і генерал Куков знищують останню, щоб винахід не дістався ворогу. Доставивши підкріплення у Францію, радянська армія розбиває флот Альянсу. Війська захоплюють два дослідних центри в Швейцарії та Іспанії, «Хроносфера» опиняється під контролем СРСР. На 1953 материкова Європа завойована і Сталін спрямовує всі сили на захоплення ще й Великої Британії, останнього оплоту Альянсу в Євразії.
Після штурму Букінгемського палацу Сталін святкує перемогу над капіталістичним світом. Британія, які і решта Європи, перетворюється на соціалістичну країну. Але Надя отруює його і виявляється спільницею радника Кейна. Вона вітає гравця та каже, що тепер він, Надя і Кейн повинні разом будувати нове майбутнє. Та Кейн слідом застрелює Надю зі словами «Я є майбутнє».

### Персонажі
Альянс
- Генерал Гюнтер фон Еслінг — командувач військовими силами в Європі. Актор — Артур Робертс.
- Генерал Нікос Ставрос — командувач військами Греції. Актор — Баррі Креймер.
- Таня Адамс — спецагент, шпигунка і диверсантка. Актор — Лінн Літтір.
- Професор Альберт Ейнштейн — учений, винахідник машини часу і телепортації. Актор — Джон Майлфорд.

СРСР
- Сталін Йосип Віссаріонович — генеральний секретар Радянського Союзу. Актор — Гін Лінарськи.
- Агент НКВС Надя — спецагент, шпигунка і диверсантка, член таємного товариства. Актор — Андреа К. Робінсон.
- Маршал Радік Граденко — командувач ключовими військовими операціями. Актор — Алан Террі.
- Генерал Георгій Куков — командир Червоної армії. Актор — Крейг Каван.
- Кейн — радник Сталіна, член таємного товариства. Актор — Джозеф Кукан.

## Доповнення
- Counterstrike (1997) — додало у гру багато мультиплеєрних карт. У доповнення включена секретна гумористична «Мурашина кампанія», де гравець бореться проти гігантських червоних мурах, які постійно з'являються з-під землі, де їх народжує «королева» мурах. Суть цієї кампанії — дійти до неї та знищити.
- Aftermath (1997) — додало багато нових бойових одиниць, доступних як в одиночному, так і в мультиплеєрному режимі. Доповнення також додало сотні нових великих карт. Однак баланс цього доповнення ослаб на користь СРСР. Ракетні підводні човни дозволяли знищувати ворожі будівлі та техніку набагато точніше, далі та потужніше крейсерів союзників, швидше і з дальшої відстані, ніж крейсери Альянсу, вибухові вантажівки, десантовані з надводного транспорту в тил ворожої бази, дозволяли завдати серйозних збитків, у той час, як додані Альянсу хроно-танки не відрізнялися високою міццю та броньованістю.
- Retaliation (1998) — версія для PlayStation, яка являє собою набір місій з доповнень Counterstrike і Aftermath, та тих, які раніше вийшли на ПК. Включає в себе ексклюзивні відеобрифінги перед місіями та сцени перемоги, яких не було в жодному доповненні на ПК. Сцени показували загальні (для обох сторін) цілі в місії. Генерал Карвілл з них пізніше зустрічається в Red Alert 2. Також збільшилась кількість мультиплеєрних карт.
- OpenRA (в розробці) — розроблюваний з 2011 року групою ентузіастів проект Red Alert, Command & Conquer і Dune 2000 з відкритим кодом. Він пропонує вдосконалений ШІ, нові карти, перероблений інтерфейс, нові ландшафти. Розробники планують додати в гру тривимірні ландшафти, ізометрію, воксельну графіку та елементи з Red Alert 2 і Tiberian Sun. OpenRA доступний для Windows, OS X, і Linux[5].

## Музика
Вся музика до «Red Alert» була написана Френком Клепакі (англ. Frank Klepacki). Серед найвідоміших його пісень в серії — головна тема «Red Alert», яка отримала назву «Hell March». Вона стала основним елементом не тільки в саундтреці, але і в грі в цілому, тому спеціально для Red Alert 2 була написана друга версія «Hell March».
Список треків на CD з саундтреком «Red Alert»:
| 1. Hell March 2. Radio 3. Crush 4. Roll Out 5. Mud 6. Twin Cannon 7. Face the Enemy 8. Run 9. Terminate 10. Big Foot 11. Workmen 12. Militant Force 13. Dense 14. Vector 15. Smash (прихований трек) |

## Зв'язок з тиберіумною серією
Оскільки Command & Conquer: Red Alert проектувалася як приквел до Tiberian Dawn, обидві гри мають спільні елементи. Упродовж радянської кампанії, Сталіна неодноразово відвідує Кейн як радник. Інший із радників Сталіна, Надя, пізніше убита Кейном, просить гравця в фіналі радянської кампанії «зберігати мир», поки її братство не перейшло до активних дій. В кампанії Альянсу ведучий новин повідомляє, що ООН створює загін спеціального призначення для використання в майбутніх глобальних конфліктах. Тобто, мова йде про створення Глобальної Оборонної Ініціативи (англ. Global Defense Initiative — GDI). Але при цьому Red Alert 2 вже не містить жодних прямих вказівок на GDI чи Братство Нод.
Існує непідтверджена офіційно гіпотеза, яка пояснює очевидні помилки в хронології Red Alert. Вона полягає в тому, щоб розглядати події кампаній Red Alert як дві паралельні гілки історії. В радянської кампанії СРСР стає домінуючою силою і тоді Кейн може взяти під контроль Союз та вивести Братство Нод на міжнародну політичну арену. Це відповідає подіям Tiberian Dawn, що відбувалися у 1995 році. Невипущена гра Command & Conquer: Renegade 2 мала стати сполучною ланкою між серіями Red Alert і Тиберіумною, описуючи зародження Братства саме на території СРСР. З іншого боку, в кампанії Альянсу, СРСР було переможено і сюжет плавно перетікає в Red Alert 2, події якого починаються в 1972. Таким чином, кампанія за СРСР приводить до Tiberian Dawn, а Альянсу — до Red Alert 2, що існують в різних гілках історії.

## Версії
- Для Microsoft Windows і DOS — не має чит-кодів. У цих версіях є баґ: іноді всі ШІ-команди укладають між собою союз і виступають проти гравця єдиним фронтом. При збої «Хроносфери» на карті з'являється аномалія, яка стріляє розрядами.
- Для PlayStation Portable і PlayStation — містить ролики до кожної четвертої місії, в ній відсутня анімація будівництв та фальшиві будівлі в Альянсу. Надає всього 4 команди в мультиплеєрі (червона, синя, жовта, зелена). Хоча в доповненні Retalation для PSX існує помаранчевий колір, він з'являється тільки в одній місії та недоступний для гравців. В PS-версію можна грати вдвох через Link-Cable або вчотирьох по мережі. Тут існують різні споруди для побудови військ, будівель, спецозброєнь. Крім того, можна створювати до 4-х груп військ. В PS-версії існують чит-коди на миттєве отримання 1000$, атомної бомби, «Хроносфери», «Залізної завіси», сонара, парабомби, зникнення туману війни, миттєву перемогу. В ній звуки та музика звучать м'якіше, ніж в комп'ютерній версії. При збої «Хроносфери» виникає руйнівний вихор.

Німецьке видання Command & Conquer: Red Alert відрізняється від англомовного оригіналу заміною живих солдатів на кіборгів (залишають плями мастила замість крові).

## Гра в загальному доступі
З нагоди 13-річного ювілею ігрової серії Red Alert, в 2009 році, Electronic Arts виклала першу частину для подальшого вільного завантаження. Також кожний, хто замовив гру Red Alert 3, отримував другу частину безкоштовно. На основі вільної версії створено кілька модифікацій, які дають змогу запускати Red Alert на нових операційних системах і грати в мультиплеєрі.

## Перевидання
Гра входить до складу збірника Command & Conquer Remastered Collection, куди належать Command & Conquer і Red Alert з доповненнями до них: The Covert Operations, Counterstrike і The Aftermath. Перевидання містить текстури і спрайти вищої роздільності, підтримує 4K монітори, перезаписаний саундтрек і відеовставки. Також надає вдосконалений інтерфейс, редактор карт і сучасні багатокористувацькі можливості. До складу збірника включено невикористані відео, аудіо та фото з місць розробки оригінальних ігор. Вихід відбувся 5 липня 2020 року в Steam та Origin.

## Відгук у масовій культурі
- Деякий час було дуже популярно викладати на Youtube записи радянських воєнних парадів під «Hellmarch». Іноді все робилось строго навпаки — під реально існуючу радянську музику автори демонстрували відео із заставок Red Alert[12].
- Гротескна назва «БРЭТ ЖОПА», яка видна на корінцях книг в кабінеті Сталіна під час відеобрифінгів, отримала популярність в інтернет-середовищі СНД як стереотипна «російська» назва[13].
- Серія Command & Conquer: Red Alert записана в книзі Рекордів Гіннеса 2005 року як найпродаваніша RTS у світі на той час (продано понад 35 мільйонів копій)[14].